# Хатц, Йожеф
Йожеф Хатц-Хатсеги (венг. Hatz-Hátszeghy József, 13 января 1904 — 18 фнваря 1988) — венгерский фехтовальщик, призёр чемпионата мира; брат Отто Хатца.

## Биография
Родился в 1904 году в Араче (Австро-Венгрия). В 1933 году завоевал бронзовую медаль Международного первенства по фехтованию в Будапеште. В 1936 году принял участие в соревнованиях по фехтованию на рапирах на Олимпийских играх в Берлине, и занял 7-е место в составе команды.
В 1937 году Международная федерация фехтования задним числом признала все проходившие ранее Международные первенства по фехтованию чемпионатами мира.
В 1948 году принял участие в соревнованиях по фехтованию на рапирах на Олимпийских играх в Лондоне, и занял 5-е место в составе команды.